# اشراق الهی
اشراق الهی (به انگلیسی: Divine illumination) اشراق نزد حکما عبارت است از: ظهور انوار عقلی و درخشش و رسیدن آنها به روان‌های کمال یافته و وارسته از مواد و اجسام.
حکمة الاشراق عبارت است از فلسفه مبتنی بر اشراقی که کشف است. بین حکمت اشراق و حکمت مشرقی که ابن سینا از آن سخن گفته‌است، فرقی نیست. زیرا مقصود از شرق، سرچشمه رمزی تابش نور است.
حکمت اشراق با فلسفه ارسطوئی متفاوت است، زیرا حکمت اشراق متکی بر ذوق و کشف و شهود است، در حالی که فلسفه ارسطوئی متکی بر استدلال عقلی است.
اکتساب معرفت، در فلسفه ابن سینا، با احساس، تخیل و وهم به حد کمال نمی‌رسد بلکه کمال آن به ادراک عقلی است و بالاترین درجات عقل انسانی، عقل مستفاد است که معارف را به طریق اشراق از عقل فعال کسب می‌کند.
سهروردی در حکمة الاشراق آورده‌است: نور فی نفسه و لنفسه، نور مجرد و نور محض نامیده می‌شود. چیزی از نور آشکارتر نیست و چیزی به اندازه نور بی‌نیاز از تعریف نیست. حق‌تعالی که سهروردی آن را نورالانوار، نور محیط، نور فیوم، نورمقدس نوراعظم اعلی، نور نهار، و نور اسفهبدی می‌نامد. مطلقاً بی‌نیاز است.
نزدیک‌ترین موجودات به نور الانوار، کامل‌ترین آنهاست، و دورترین آنها از نور الانوار موجودی است که نورانیت آن از همه ضعیف‌تر است.
در شرح حکمت اشراق، از قول زردشت نقل کرده‌است که او عالم را بدو قسم منقسم کرده‌است
یکی عالم مینوی که عالم نورانی روحانی است و دیگری عالم گیتی که عالم طلسم و جسمانی است
و گوید نوری که از عالم نورانی و روحانی بر نفوس فاضله فائض می‌شود که اعطای رأی ثاقب کرده و مستفیض را تأیید و کمک می‌کند و بواسطه آن نفوس منور می‌شوند و در زبان پهلوی «خره» گویند که از ناحیه حق ساطع می‌گردد و بقول سهروردی، کیخسرو مبارک بر آن واقع گردیده‌است
از دیدگاه تفسیر بیرونی از نظریة اشراق کسانی، نورالهی را به‌عنوان یک نیروی بیرونی و مستقل از بشر لحاظ کرده و تعبیر آگوستین از روشنایی‌بخشی خدا به امور فهمیدنی را به‌معنای دخالت مستقیم خدا در جریان شناخت حقایق توسط بشر می‌دانند، به‌نحوی‌که جدای از ویژگی‌های ذاتی و طبیعی عقل، این فعالیت مداوم و مستقیم الهی است که عقل را به شناخت نائل می‌گرداند.
اصطلاح انْشِقاق عَمُود الصُّبْح را شیخ اشراق در تلویحات بکار برده‌است؛ و منظور ظهور انوار معارف حقه است در عالم ماده و در کالبدهای انسانهای کامله و تابش انوار انعکاسی انسانهای کامله است به جهان وجود.